# Lejtienant Puszczin (1904)
Lejtienant Puszczin (ros. Лейтенант Пущин), wcześniej Zadornyj – rosyjski niszczyciel z początku XX wieku, jedna z 22 zbudowanych jednostek typu Bojkij. Okręt został zwodowany w listopadzie 1904 roku w krajowej Stoczni Admiralicji w Nikołajewie, a do służby w Marynarce Wojennej Imperium Rosyjskiego został wcielony w sierpniu 1907 roku, z przydziałem do Floty Czarnomorskiej. „Lejtienant Puszczin” wziął udział w I wojnie światowej, podczas której zatonął na minie nieopodal Warny 25 lutego?/9 marca 1916 roku.

## Projekt i budowa
Okręt był jednym z 22 niszczycieli typu Bojkij zbudowanych w krajowych stoczniach, będących ulepszoną i powiększoną wersją zaprojektowanych w brytyjskiej stoczni Yarrow jednostek typu Sokoł . Zbudowany został w Stoczni Admiralicji w Nikołajewie . Stępkę okrętu pod nazwą „Zadornyj” (ros. „Задорный”) położono w styczniu 1904 roku, a zwodowany został w listopadzie 1904 roku .

## Dane taktyczno-techniczne
Okręt był czterokominowym niszczycielem, klasyfikowanym do września 1907 roku jako torpedowiec . Długość całkowita wynosiła 64 metry, szerokość 6,4 metra i maksymalne zanurzenie 2,59 metra. Wyporność jednostki wynosiła 350 ton. Okręt napędzany był przez dwie pionowe maszyny parowe potrójnego rozprężania o łącznej mocy 5700 KM, do której parę dostarczały cztery kotły Normand . Dwuśrubowy układ napędowy pozwalał osiągnąć prędkość 26 węzłów . Okręt mógł zabrać zapas węgla o maksymalnej masie 80 ton, co zapewniało zasięg wynoszący 1200 Mm przy prędkości 12 węzłów .
Uzbrojenie artyleryjskie okrętu stanowiły: umieszczone na nadbudówce dziobowej pojedyncze działo kalibru 75 mm Canet L/48 oraz pięć pojedynczych dział trzyfuntowych kalibru 47 mm Hotchkiss M1885 L/40 . Jednostka wyposażona była w jedną dziobową stałą i dwie pojedyncze obracalne pokładowe wyrzutnie torped kalibru 381 mm, z łącznym zapasem sześciu torped . Ponadto okręt mógł zabrać na pokład 12–18 min .
Załoga okrętu liczyła 62–69 oficerów, podoficerów i marynarzy .

## Służba
Niszczyciel został wcielony do służby w Marynarce Wojennej Imperium Rosyjskiego w sierpniu 1907 roku, już pod nazwą „Lejtienant Puszczin” . Nazwa została nadana na cześć jednego z rosyjskich oficerów marynarki, uczestnika wojny rosyjsko-tureckiej Leonida Puszczina. Jednostka weszła w skład Floty Czarnomorskiej. W 1912 roku dokonano modernizacji uzbrojenia jednostki: zdemontowano wszystkie wyrzutnie torped kalibru 381 mm i wszystkie działka kalibru 47 mm, instalując w zamian dwie pojedyncze wyrzutnie torped kalibru 450 mm oraz drugą armatę kalibru 75 mm Canet i sześć pojedynczych karabinów maszynowych kalibru 7,62 mm .
W trakcie I wojny światowej okręt wchodził w skład Floty Czarnomorskiej. Rankiem 16?/29 października 1914 roku przebywające na patrolu nieopodal Półwyspu Krymskiego „Lejtienant Puszczin”, „Żarkij” i „Żywuczij” wzięły udział w ataku na krążownik liniowy „Yavuz Sultan Selim”, który bez wypowiedzenia wojny ostrzelał port w Sewastopolu, jednak znalazłszy się pod silnym ogniem przeciwnika musiały zawrócić (trafiony dwoma pociskami „Lejtienant Puszczin” został uszkodzony). 26 stycznia?/8 lutego 1916 roku „Lejtienant Puszczin” i „Żywoj” przeprowadziły rajd przeciw tureckiej żegludze, zatapiając pięć szkunerów i 38 mniejszych żaglowców. 25 lutego?/9 marca nieopodal Warny płynący w eskorcie mających zaatakować bazę U-Bootów transportowców wodnosamolotów „Lejtienant Puszczin” wszedł na minę i zatonął .